# غذاهای دهقانی

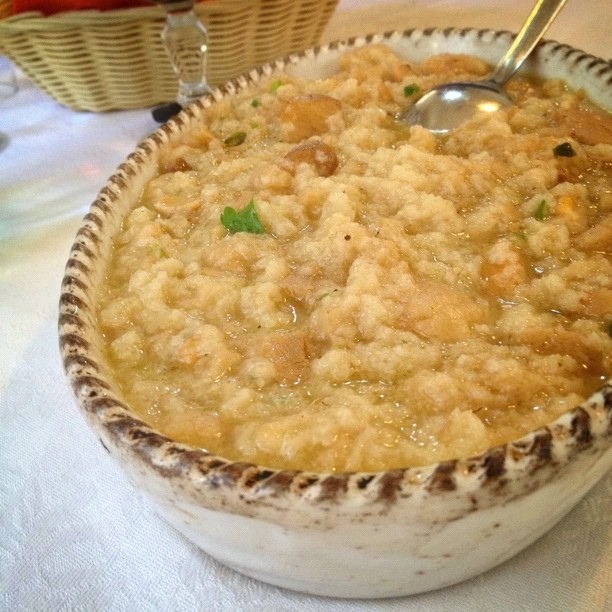
آکواکوتا، یک سوپ نان ایتالیایی

غذاهای دهقانی، غذاهایی هستند که توسط دهقانان خورده می‌شدند و از مواد در دسترس و ارزان تهیه می‌گشتند.
در بسیاری از دوره‌های تاریخی، غذاهای دهقانی موردی تحقیرآمیز بوده است.

## انواع رایج

### سوسیس یا کالباس گوشت و غلات

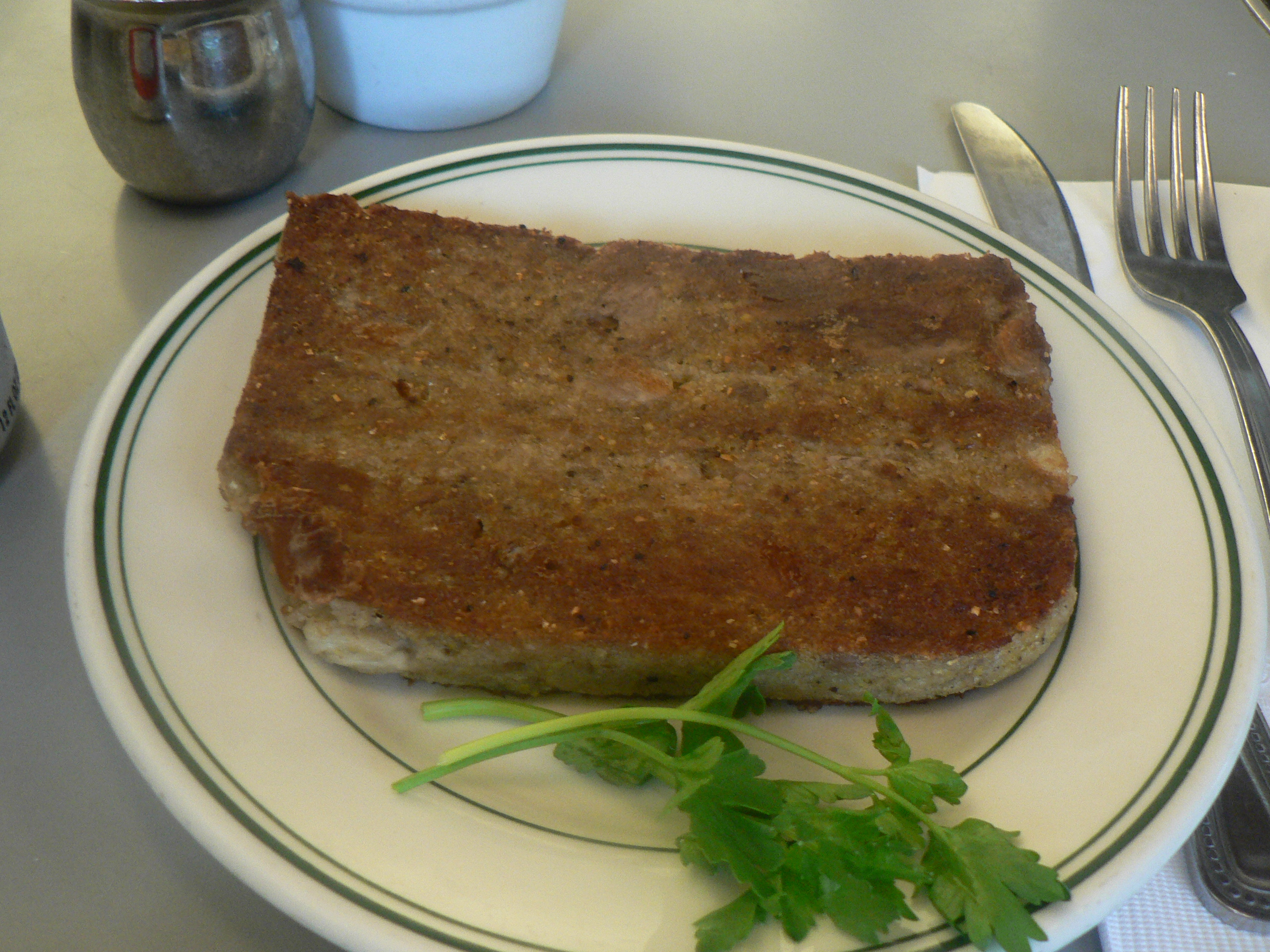
اسکراپل

گوشت چرخ کرده یا ضایعات گوشت را به نسبت مساوی با غلات مخلوط کرده، سپس اغلب به شکل نان، برش داده و سرخ می‌کنند.
- بالکنبریج
- پودینگ سیاه
- بودین
- گوتا، سوسیس گوشت خوک یا گوشت خوک و گاو و جو دوسر سر سوزنی
- پودینگ غلات
- چغور پغور، یک غذای خوش طعم حاوی فراورده‌های فرعی گوسفند (قلب، جگر و ریه) است که با پیاز، بلغور جو دوسر، چربی سفید، ادویه و نمک چرخ شده و با استاک مخلوط می‌گردد و در شکم گوسفند بسته پخته می‌شود.
- نیپ
- لیورموش
- سوسیس لورن
- میتلف
- اسکراپل، ضایعات گوشت خوک، آرد ذرت یا سایر آردها و ادویه جات با هم پوره و سرخ می‌شود.
- اسلاتور

### پاستا
- پاستای فلفل، یک پاستای ایتالیایی از منطقه باسیلیکاتا، که نماینده واقعی برای آشپزی فقرا است.[۲]
- پاستا ای فاجیولی، یک سوپ پاستای سنتی ایتالیایی
- پاستا مولیکاتا، پاستای از جنوب ایتالیا، به ویژه باسیلیکاتا، که اغلب به عنوان «غذای فقرا» شناخته می‌شود[۳]
- تستارولی[۴]

### سس‌ها

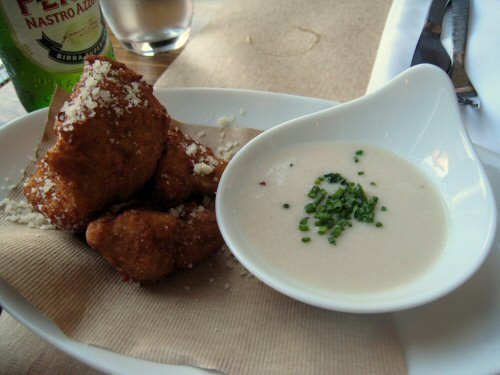
گل کلم سرخ شده با سس آگلیتا

- آگلیاتا - یک سس سیر در آشپزی ایتالیایی که یک غذای دهقانی بوده و توسط افراد طبقه بالا نیز استفاده می‌شده است.[۵]

### سوپ و خورش

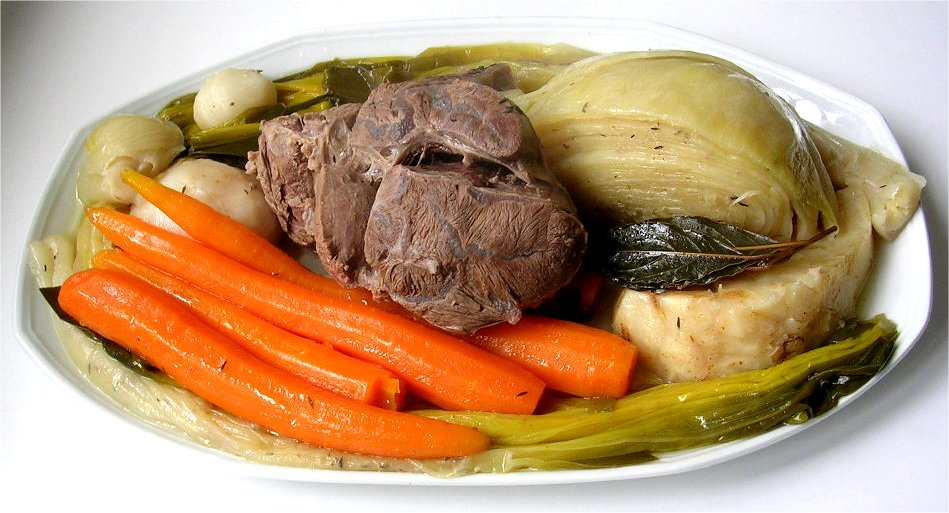
پو او فو، خورش اصلی فرانسوی، غذایی محبوب بین فقرا و ثروتمندان به‌طور یکسان

- آکواکوتا، یک سوپ ایتالیایی که به تاریخ باستان بازمی‌گردد. مواد اولیه عبارتند از آب، نان بیات، پیاز، گوجه‌فرنگی و روغن زیتون، به همراه سبزیجات مختلف و باقی مانده غذاهای که ممکن است در دسترس بوده باشند.
- باتچوی، یک سوپ گوشت فیلیپینی یا سوپ رشته است که از گوشت و احشاء خوک که در آبگوشت طعم‌دار شده با زنجبیل، به‌طور سنتی با اضافه کردن خون گوشت خوک تهیه می‌شود
- کاسولت، یک خورش لوبیا، گوشت و سبزیجات فرانسوی است که از مناطق روستایی جنوب غربی نشات می‌گیرد و از آن زمان به یکی از اصلی‌ترین غذاهای فرانسوی تبدیل شده است.
- کال، آبگوشت یا سوپ ولزی
- شولنت، یک خورش سنتی شبات
- چوپه، به انواع خورش‌های آمریکای جنوبی گفته می‌شود که عموماً با مرغ، گوشت قرمز، بره یا سیرابی گاو و سایر احشاء تهیه می‌شود.
- داکفت، یک سس آلمانی
- دینوگوان، یک خورش خون خوک فیلیپینی آمیخته با سرکه
- فیجوآدا، در اصل یک خورش پرتغالی متشکل از لوبیا و گوشت است. همچنین یک غذای برزیلی که در اصل توسط برده‌ها از باقی مانده غذای خانه اربابشان درست می‌شد
- گازپاچو،[۶] به‌طور معمول یک سوپ سبزیجات بر مبنای گوجه فرنگی است که به‌طور سنتی سرد سرو می‌شود و منشأ آن در منطقه جنوب اسپانیا در اندلس است.
- مینسترون، غذای موجود در یک قابلمه ایتالیای باستان که هنوز جزء اصلی آشپزی ایتالیایی است.
- خورش مولیگان، خورشی که اغلب توسط کارگران دوره‌گرد تهیه می‌شود
- مجدره، یک غذای عربی از عدس، برنج، غلات و پیاز
- پاپا آل پومودورو، یک سوپ نان که معمولاً با گوجه‌فرنگی، نان، روغن زیتون، سیر و ریحان تهیه می‌شود.
- سوپ نخود یا «پودینگ نخود»، یک سوپ غلیظ، که از زمان رواج نخود خشک یک غذای بسیار رایج در اروپا بود، هنوز هم در آنجا و در مناطق فرانسوی-کانادایی خورده می‌شود.
- پو او فو، خورش فرانسوی دم گاو، مغز استخوان و سبزیجات و گاهی سوسیس
- پتج، یک خورش اصلی که از جوشاندن سبزیجات، غلات و هر آنچه در دسترس بود، که از دوران نوسنگی در جزایر بریتانیا درست می‌شد.
- راتاتوی، یک غذای سبزی خورشتی فرانسوی
- شچی یک سوپ سنتی روسی است که از کلم، گوشت، قارچ، آرد و خامه ترش درست می‌شود و معمولاً با نان چاودار مصرف می‌گردد.
- اسکوس (غذا) نوعی خورش از لیورپول است که نام خود را به اهالی شهر که به اسکوئر معروف هستند داده است.
- زاتیروها، یک سوپ اروپای شرقی

### لیست غذاهای دهقانی

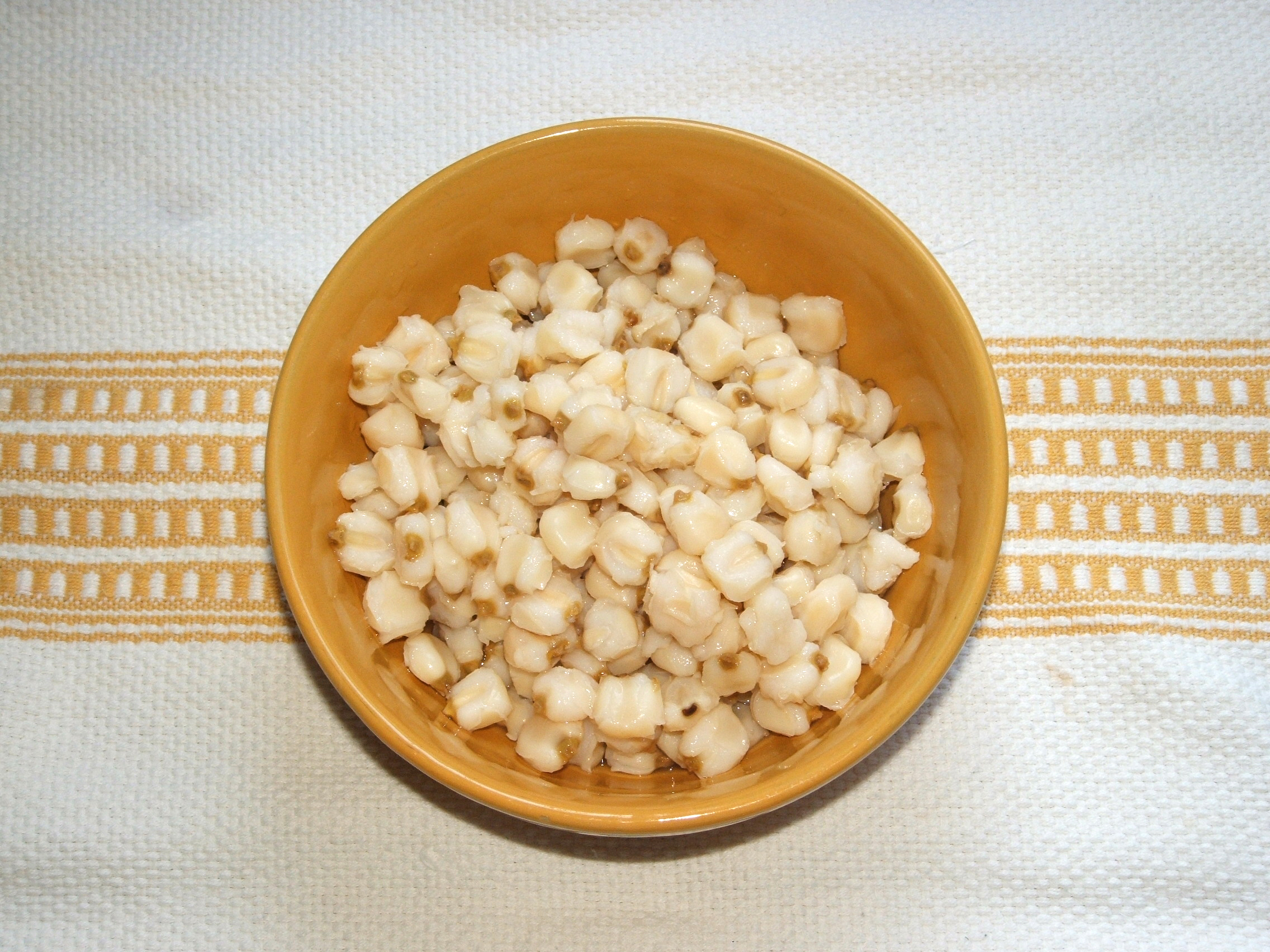
کاسه هومینی، شکلی از ذرت مغذی

- لوبیا پخته، خوراک لوبیا خورشتی ساده
- بارباکوآ، نوعی پخت آهسته، اغلب از سر حیوان، نسخه قبلی باربیکیو
- بلغور گندم، با سبزیجات یا گوشت[۷]
- برنج شکسته، که اغلب ارزان‌تر از غلات کامل است و سریعتر پخته می‌شود
- حباب و جیرجیر، یک غذای ساده بریتانیایی، که از ترکیب سیب‌زمینی و کلم پخته و سرخ شده تهیه می‌شود
- گلوله‌های ارزن انگشتی که از آرد راگی که با آب جوشانده شده و گلوله‌های آن تهیه شده و با سس سبزیجات خورده می‌شود.
- سبزیجات مانند قاصدک و کلم برگ[۸]
- پنیر سر، که از جوشاندن سر تمیز شده حیوان برای تهیه آبگوشت درست می‌شود و هنوز هم مصرف می‌شود
- هومینی، شکلی از ذرت که مخصوصاً برای مغذی تر شدن تهیه می‌شود
- نان اسب، یک نان اروپایی ارزان قیمت که قوت فقرا بود
- کاتمشی، یک غذای دهقانی ژاپنی متشکل از برنج، جو، ارزن و تربچه دایکون خرد شده[۹]
- لمپردوتو، غذای فلورانسی یا ساندویچ تهیه شده از معده چهارم گاو
- پانزانلا، سالاد ایتالیایی از نان بیات خیس شده، پیاز و گوجه‌فرنگی
- پولنتا، فرنی تهیه شده از ذرتی که برای کشاورزان ایتالیایی باقی گذاشته می‌شد تا صاحبان زمین بتوانند تمام محصولات گندم را بفروشند، که هنوز یک غذای محبوب است.
- پومپرینکل، یک نان چاودار تیره سنتی آلمانی است که با فرایند پخت بخار طولانی، آهسته (۱۶ تا ۲۴ ساعت) و ترش تهیه می‌شود.
- راتاتویی، غذای سبزیجات خورشتی
- لوبیا قرمز و برنج، غذای کریول لوئیزیانا که با لوبیا قرمز، سبزیجات، ادویه‌ها و استخوان‌های باقی‌مانده گوشت خوک به آرامی با هم پخته می‌شد و روی برنج سرو می‌گشت.
- سالامی، یک سوسیس با ماندگاری طولانی است که برای مکمل رژیم غذایی با کمبود گوشت استفاده می‌شود
- سول فود، که توسط بردگان آفریقایی-آمریکایی تهیه می‌شد، عمدتاً در آن از مواد نامطلوب و آنچه به بردگان بخشیده می‌شد استفاده می‌گشت
- ساکوتاش، ترکیبی از ذرت و لوبیا
- تاکو، گوشت یا سبزیجات پخته و پیچیده شده در تورتیلاهای ذرت بومی در قاره آمریکا

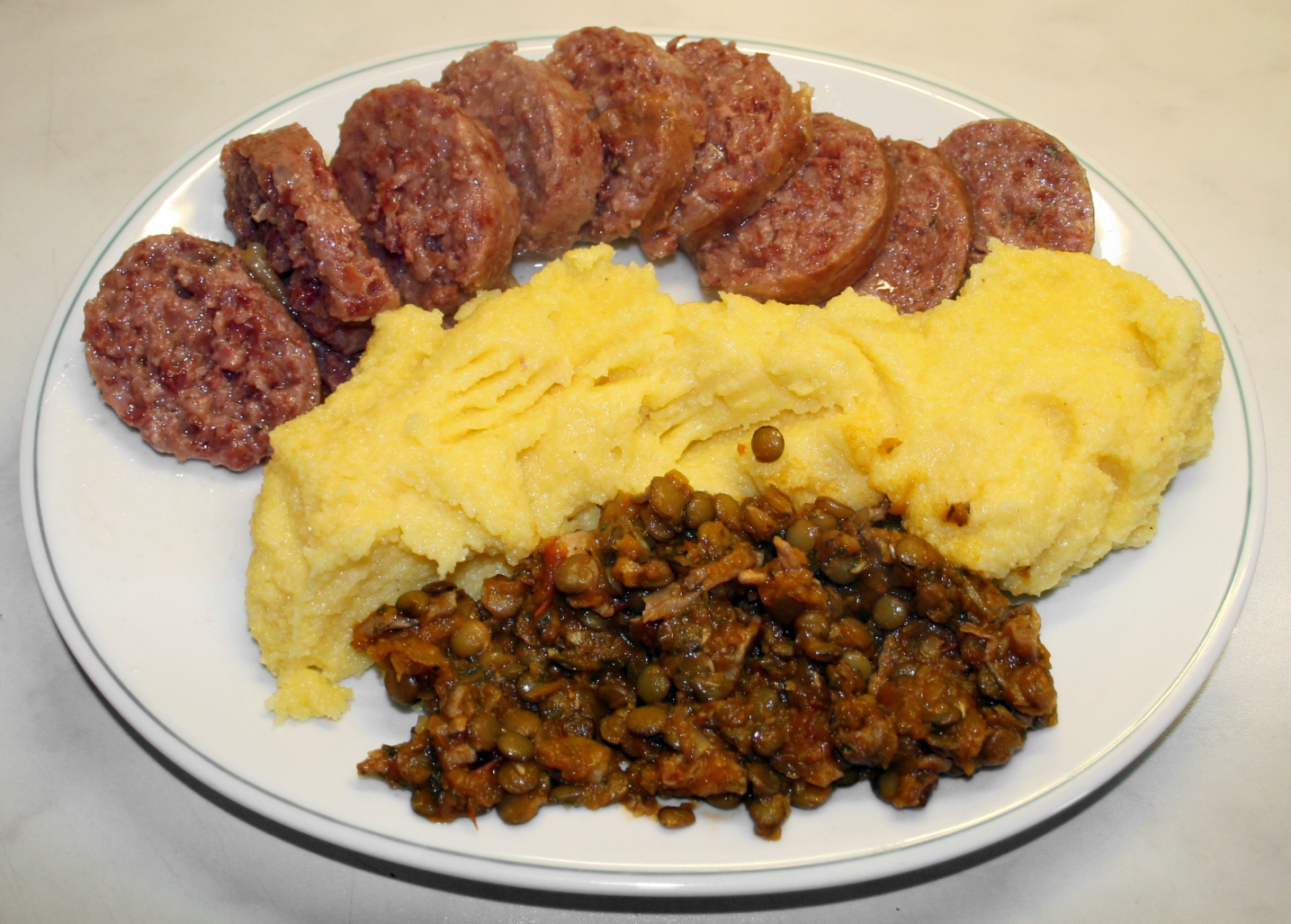
پولنتا با عدس و کوتچینو ، سوسیس ساخته شده از پوست خوک، پر از پوست، گوشت خوک و ادویه، از ایتالیا
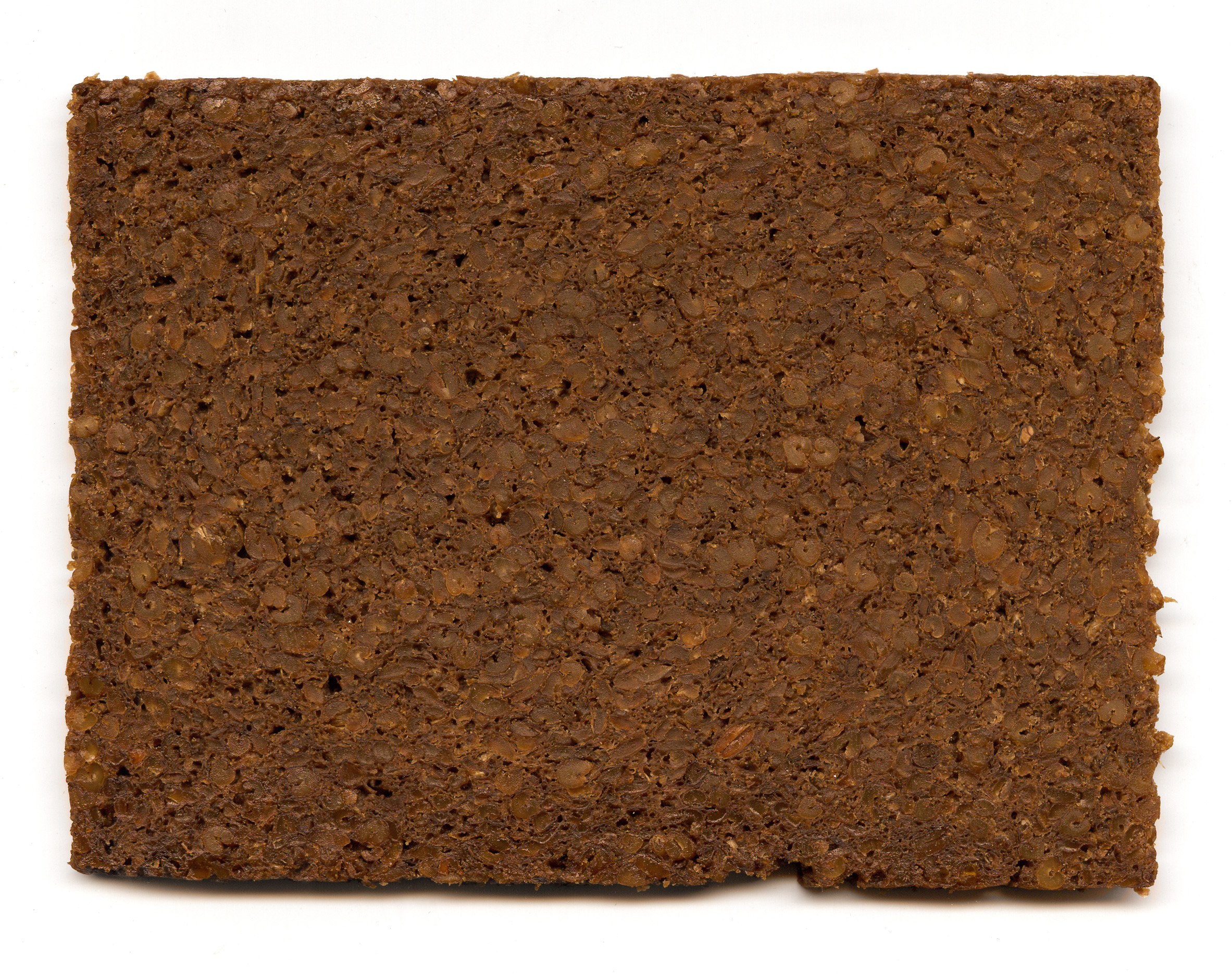
یک تکه نان پمپرنیکل